# 盖斯劳
盖斯劳是德国巴伐利亚州的一个市镇。总面积41.97平方公里，总人口1361人，其中男性687人，女性674人（2011年12月31日），人口密度32人/平方公里。